# Quema del diablo
La quema del diablo es una celebración mágico-religiosa guatemalteca. Su origen data del siglo XVI como preámbulo de las festividades del nacimiento de Cristo, representando el triunfo del bien sobre el mal. La tradición se originó en el período colonial, las fiestas patronales generalmente iniciaban a las 18 horas del día anterior, cuando los guatemaltecos realizaban una limpieza general de sus hogares al inicio de las celebraciones navideñas. En este proceso, quemaban basura y objetos viejos en las calles como símbolo de purificación y renovación espiritual. Se decía que con esta quema se eliminaban las malas energías y se expulsaba al diablo, asociado con los pecados y las impurezas del alma. En el contexto católico, la quema del diablo se interpreta como un acto de preparación espiritual para recibir a la Virgen María en la festividad de la Inmaculada Concepción. El fuego simboliza la purificación y la victoria del bien sobre el mal. Se puede afirmar que el origen de la quema del diablo está en las fogatas que se colocaban en las calles para facilitar el camino del rezado al oscurecer.
Dado que esta fecha se encuentra exactamente a nueve meses del memorial del nacimiento de la Virgen María y coincide con la celebración del Adviento del nacimiento de Cristo se realiza como una limpia espiritual en la que por medio del símbolo de la basura se pretende alejar toda impureza quemando fogatas fogarones (como se les conoce),con basura y/o figuras del diablo de papel que simboliza el mal. 
La tradición, consiste en sacar las cosas más viejas o gastadas que se encuentren en el hogar; pretendiendo hacer una limpieza profunda en el hogar. La mayoría de guatemaltecos juntan y queman periódicos usados durante todo el año. 
Este rezado es el principal y más antiguo de América, y en Guatemala, fue declarado como Patrimonio Cultural Intangible de la Nación, por el Ministerio de Cultura y Deportes a través de un Acuerdo Gubernativo.

## Origen
Según algunos historiadores, la quema del Diablo se originó en el siglo XVI como preámbulo de las festividades de la Natividad. Dado que, en la época colonial no existía alumbrado eléctrico, muchos guatemaltecos asistían a la procesión de la Virgen de los Reyes o la de la Inmaculada Concepción y para alumbrar su camino hacían estas fogatas que iluminaban el paso de la procesión. Por lo cual se llevó a cabo en vísperas del día de la Virgen de la Inmaculada Concepción, el cual es celebrado el 7 de diciembre, dando inicio con esta tradición a las festividades de la Navidad.

## Críticas
La Comisión Nacional del Medio Ambiente (CONAMA), así como grupos ecologistas, mantienen una campaña de prensa, radio y televisión en la que invitan a los capitalinos a no quemar hule, plásticos y otros combustibles que ocasionan mayores grados de polución. Otros, más radicales, han demandado el fin de la tradición o, por lo menos, reducir la cantidad de materiales incinerados. Los llamamientos están dirigidos también a prevenir accidentes, ya que muchos de los incendios registrados en Guatemala durante el año ocurren este día. 